# Trogon d'Équateur
Trogon mesurus
Espèce
Statut de conservation UICN

 LC  : Préoccupation mineure
Le Trogon d'Équateur (Trogon mesurus) est une espèce d'oiseaux de la famille des Trogonidae.

## Répartition et habitat
Cet oiseau se vit dans la région du Tumbes-Chocó-Magdalena (ouest de l'Équateur et extrême nord-ouest du Pérou).

## Systématique
Il était autrefois considéré comme une sous-espèce du Trogon à queue noire auquel il ressemble, à l'exception de ses yeux blancs.